# Karel Kořistka
Karel František Edvard Kořistka també escrit sota forma alemanya Karl o Carl (Březová nad Svitavou, 7 de febrer de 1825 – Praga, 18 de gener de 1906) va ser un geògraf, topògraf i matemàtic txec, conegut sobretot arran dels seus estudis sobre l'orografia. Karel Kořistka feu els seus estudis a Jihlava i després a Brno abans d'ingressar a la Universitat de Viena on s'orientà a partir de 1841 cap a les ciències, especialment la física, les matemàtiques i l'astronomia. També va estudiar, a partir de 1843, a l'escola de mines de Banská Štiavnica. El 1848 treballà com a professor de matemàtiques i de física a aquesta darrera institució abans d'ingressar el 1850 a l'escola tècnica de Brno on va ensenyar topografia i economia forestal. Més tard esdevingué professor de topografia i geodèsia a l'escola politècnica de Praga. Els seus estudis van exercir una gran influència en el desenvolupament de les escoles tècniques i professionals d'Àustria. Va dedicar molt de temps i d'energia en estudis orogràfics I hipsomètrics, passió que el va portar a explorar gran part de les regions muntanyenques d'Europa, en les quals efectuà un gran nombre de mesures.

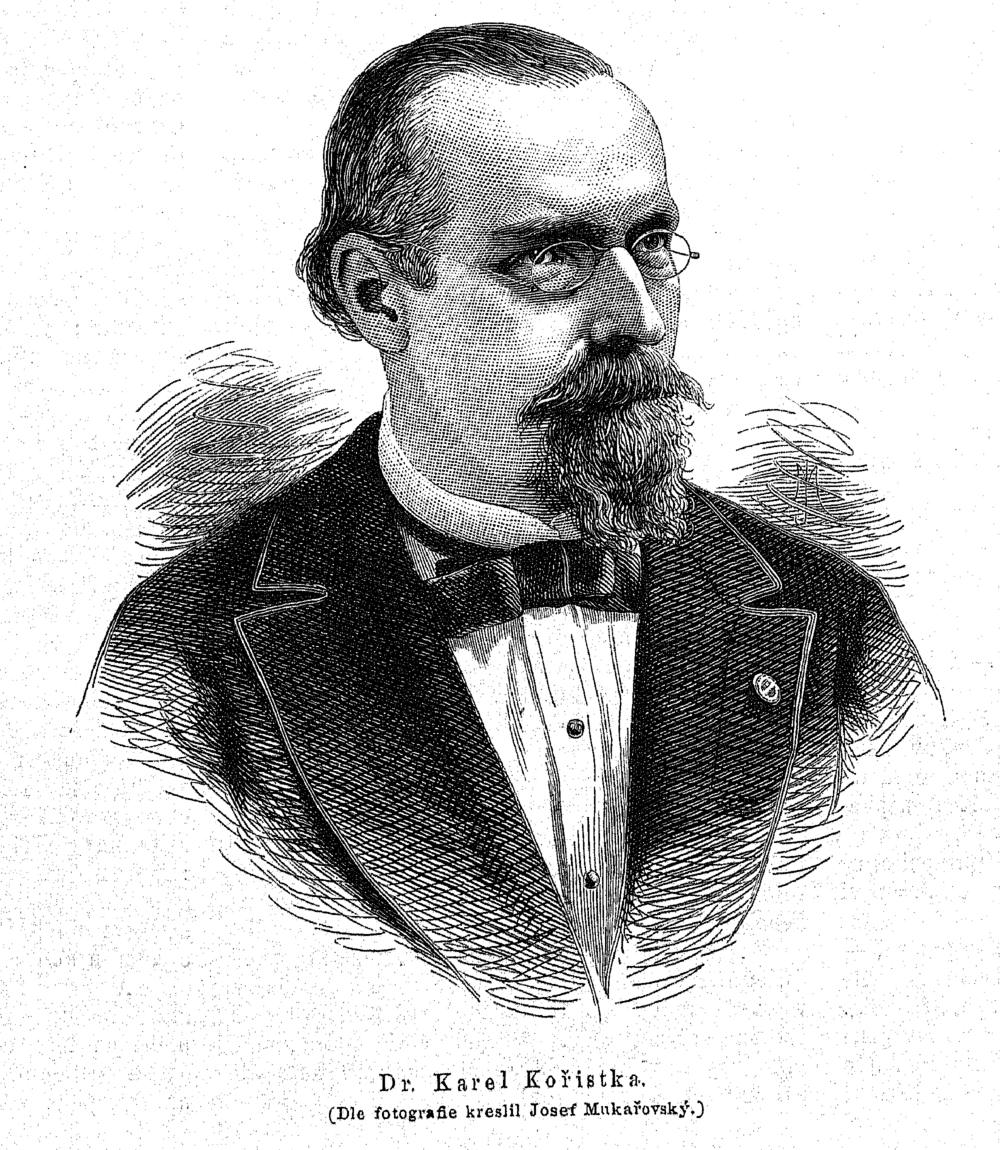
En Karel Kořistka el 1879

## Obres
La major part de la seva obra es va escriure en francès i en alemany. Les seves publicacions principals són:
- Studien über die Methoden und die Benutzung hypsometrischer Arbeiten (Gotha, 1858)
- Die Markgrafschaft Mähren und das Herzogtum Schlesien in ihren geographischen Verhältnissen (Viena, 1860)
- Hypsometrie von Mähren und Schlesien (Brünn, 1863)
- Der höhere polytechnische Unterricht in Deutschland, der Schweiz, in Frankreich, Belgien und England (Gotha, 1863)
- Die Hohe Tatra (Gotha, 1864)
- Das Mittel- und Sandsteingebirge in Böhmen (Praga, 1869)
- Das Iser- und Riesengebirge (Praga, 1877)
- Verzeichniss der trigonometrischen Höhen von Böhmen (Praga, 1884).